# Крістіна Лум
Крістіна Лум (англ. Kristina Lum, 18 жовтня 1976) — американська синхронна плавчиня.
Учасниця Олімпійських Ігор 2000 року.
Призерка Чемпіонату світу з водних видів спорту 1998, 2015 років.